# Heinrich-Böll-Gesamtschule Köln
Die Heinrich-Böll-Gesamtschule Köln wurde 1975 von dem Schulleiter Wilfried Borth gegründet, sie liegt im Kölner Stadtteil Chorweiler.

## Geschichte
Seit dem 13. März 1986 trägt die Schule ihren Namen. Die Heinrich-Böll-Gesamtschule Köln ist seit dem 9. Juni 2017 zertifiziert als Schule ohne Rassismus – Schule mit Courage. Paten der Aktion sind Henriette Reker und Hans-Jürgen Oster.

## Fächer

### Gesellschaftswissenschaften
Es existieren mehrere Schülerbands, eine Instrumental-AG, sowie ein Unterstufenchor. Die Schule arbeitet im Rahmen von Musikprojekten mit der Kölner Mundart-Band Bläck Fööss zusammen. Leistungskurse werden in den Fächern Deutsch, Englisch, Geschichte und Pädagogik angeboten.
Latein und Französisch werden als dritte bzw. zweite Fremdsprache angeboten, Türkisch als Muttersprache.

### Naturwissenschaften
Es existieren Leistungskurse in den Fächern Biologie, Physik und Mathematik und es findet Informatikunterricht statt. Die Räumlichkeiten im naturwissenschaftlichen Bereich bieten gesonderte Experimentiertische.

### Sport
Die HBG bietet einen Leistungskurs im Fach Sport an, des Weiteren verfügt die Schule über einen Ruder- und einen Radsportverein.
Am RheinEnergieSchulmarathon 2013 nahm die Heinrich-Böll-Gesamtschule mit vier Mannschaften teil. Ein weiterer sportlicher Wettkampf, an dem die Schule teilnimmt, ist der Triathlon bei Lemgo.